# Emas (Paraíba)
Emas ist eine Gemeinde im Bundesstaat Paraíba in der Região Nordeste Brasiliens. 

## Demografie
2010 besaß Emas 3317 Einwohner. Hiervon sind 3144 römisch-katholisch-apostolisch und 171 evangelisch.